# Toczeń rumieniowaty
Toczeń rumieniowaty (łac. lupus erythematosus) – grupa chorób o podłożu immunologicznym,
które mogą manifestować się jako choroby układowe lub dermatozy. Podstawowe schorzenia należące do tej grupy to:
- Toczeń rumieniowaty układowy (SLE)
  - Toczeń rumieniowaty układowy polekowy
- Toczeń rumieniowaty noworodków (NLE)
- Podostra postać skórna tocznia rumieniowatego (SCLE)
- Toczeń rumieniowaty krążkowy (postać ogniskowa tocznia rumieniowatego, postać przewlekła tocznia rumieniowatego, DLE)

Ze względu na duże zróżnicowanie objawów klinicznych oraz odmienne nasilenie procesu chorobowego, aktualnie nie prowadzi się jednolitego postępowania terapeutycznego.

## Klasyfikacja ICD10
| kod ICD10     | nazwa choroby                                                |
| ------------- | ------------------------------------------------------------ |
| ICD-10: M32   | Toczeń rumieniowaty układowy                                 |
| ICD-10: M32.0 | Toczeń rumieniowaty układowy polekowy                        |
| ICD-10: M32.1 | Toczeń rumieniowaty układowy z zajęciem narządów lub układów |
| ICD-10: M32.8 | Inne postacie tocznia rumieniowatego układowego              |
| ICD-10: M32.9 | Toczeń rumieniowaty układowy, nieokreślony                   |
| ICD-10: L93   | Toczeń rumieniowaty                                          |
| ICD-10: L93.0 | Toczeń rumieniowaty krążkowy                                 |
| ICD-10: L93.1 | Podostry toczeń rumieniowaty skórny                          |
| ICD-10: L93.2 | Inne miejscowe postacie tocznia rumieniowatego               |